# Alexandre De Latour
Alexandre De Latour ou Delatour, né à Bruxelles le 22 mai 1780, et mort à Schaerbeek le 5 novembre 1858, est un peintre et miniaturiste belge.

## Biographie

### Vie familiale
Alexandre De Latour est le fils de Philippe Jacques de la Tour et de Marie Elisabeth Simons, tous deux bruxellois. Il est né au domicile de ses parents op het Nieuwlandt, le quartier de Terre-Neuve, et a été baptisé à Bruxelles, à Notre-Dame de la Chapelle le 22 mai 1780. Ses parents s'étaient mariés à Notre-Dame de la Chapelle deux mois plus tôt, le 4 avril 1780. 
Il épouse à Bruxelles en 1810 Pauline Marie Cantineau ou parfois erronément Contineau, de Bruxelles, où elle était née en 1785. Les parents de celle-ci, Paul Cantineau et Marie Mabeuge, s'étaient mariés à Bruxelles, paroisse Sainte-Gudule, en 1771. 
Ils habiteront au n° 515 de la rue du Persil, tout près de la place Saint-Michel, dénommée plus tard la place des Martyrs.
Leur fils, Edouard De Latour, qui sera peintre du Roi, est né à Bruxelles en 1816 et est mort à Schaerbeek en 1863.
Alexandre de la Tour meurt à Schaerbeek le 5 novembre 1858, en son domicile du n° 18 de la rue Saint-Paul, cette rue dénommée aujourd'hui rue Paul Hymans.

### Parcours artistique
Alexandre De La Tour reçoit sa première formation dans le foyer familial auprès de sa mère, la miniaturiste Marie de Latour, née Simons.
Il se forme également auprès du miniaturiste virtuose Louis Autissier, établi à Bruxelles, ainsi que dans l'atelier de Jacques Augustin à Paris en 1802.
On connaît de lui également quelques tableaux de petit format à l'huile.
Après avoir exercé son art à l'époque de la République française, puis du Premier Empire, il continue de peindre sous le royaume uni des Pays-Bas. Son talent est reconnu par le roi Guillaume Ier dont il devient le peintre-miniaturiste attitré, tout comme de son fils le prince d'Orange. Sa carrière se poursuivit ensuite dans le royaume de Belgique. Par amitié, il pouvait peindre de mémoire les portraits de ses amis en miniature.
Il est membre de l'académie royale d'Anvers et d'Amsterdam.
Alexandre De Latour forme de nombreux élèves, dont son fils Edouard De Latour (1816-1863).

## Expositions
Il expose au Salon à Paris entre 1804 et 1810.
Il expose au Salon de Lille de 1822.

## Collections publiques

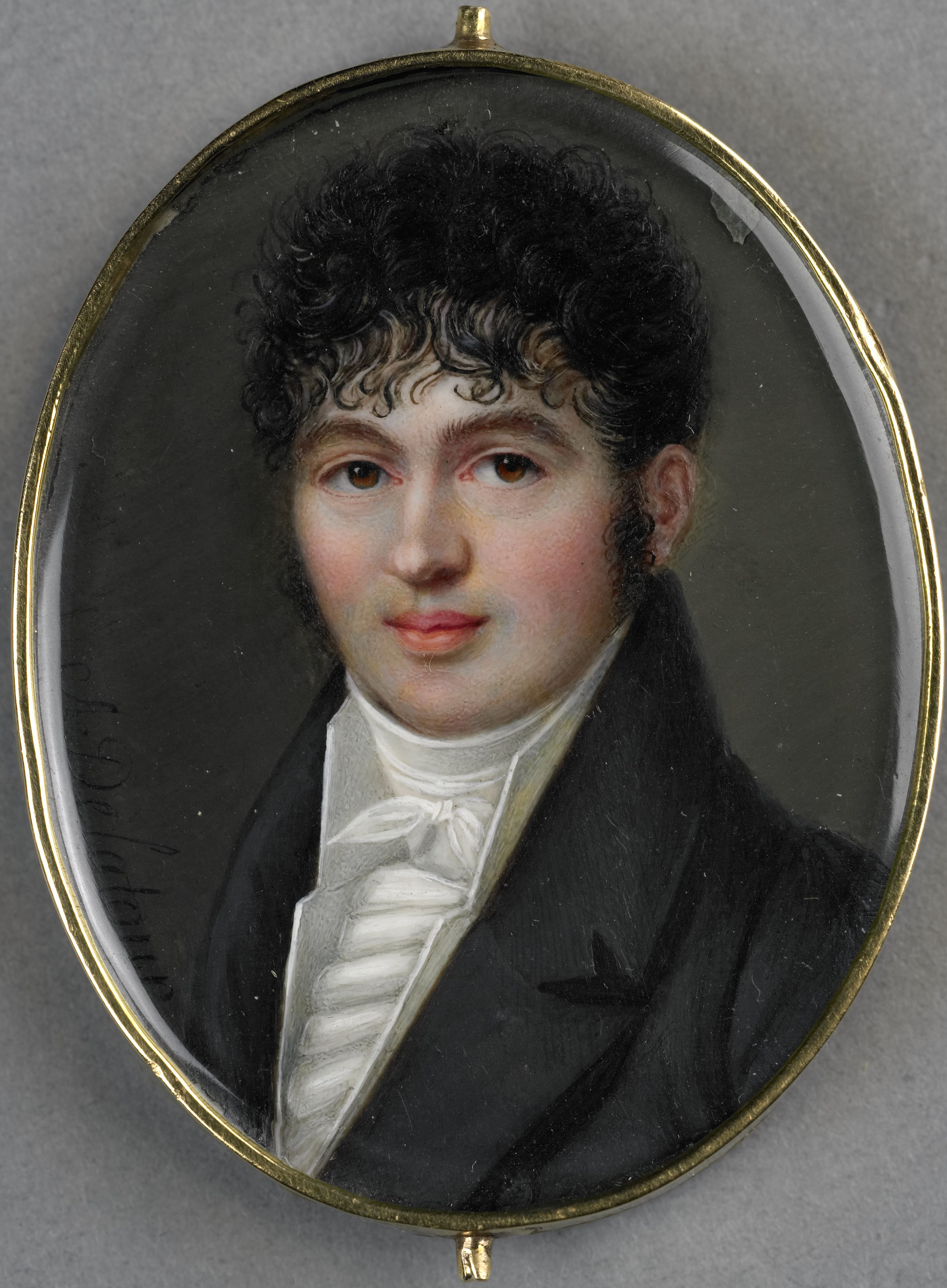
Portrait d'un jeune homme (vers 1810-1820), miniature sur ivoire, Rijksmuseum.

- Anvers, musée royal des beaux-arts :
  - Autoportrait
  - Portrait de sa mère, Madame Marie De Latour-Simons
- Bruxelles, musées royaux des beaux-arts de Belgique : Portrait d'une dame, 1808, miniature ovale[12].
- Liège, musée des beaux-arts : Le Martyre de saint Pholien, huile sur toile